# 陸中八木站

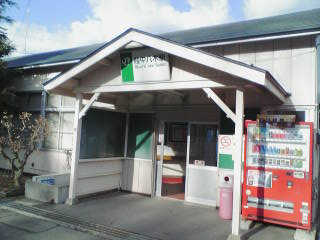
舊車站大樓（2007年11月）

陸中八木站（日语：／ Rikuchū-Yagi eki */?）是位於岩手縣九戶郡洋野町種市第1地割114番地，東日本旅客鐵道（JR東日本）的八戶線車站。

## 歷史
- 1925年（大正14年）11月1日：鐵道省車站啟用[1]。
- 1972年（昭和47年）3月15日：急行「深浦」延長至此站[1]。
- 1982年（昭和57年）11月15日：取消「深浦」[1]。自從八戶至陸中八木之間只有普通列車。
- 1987年（昭和62年）4月1日：伴隨國鐵分割民營化，車站由東日本旅客鐵道（JR東日本）營運[2][1]。
- 2000年（平成12年）12月2日：從此站出發或作為終點站的普通列車廢止。
- 2005年（平成17年）
  - 6月28日：當日凌晨0時起，前日晚上的臂木式號誌機撤走作業完成。自此JR內再沒有臂木式號誌機[1]。另外，被撤走的臂木式號誌機遷移至宿戶小學（日语：洋野町立宿戸小学校）內[3]。
  - 12月10日：隨著八戶線CTC化，此站成為無人車站[1]。廢除陸中八木站長，由久慈站長管理下。後來，車站啟用以來的木造車站大樓被拆毀[1]。
- 2008年（平成20年）3月：新車站大樓（候車室）落成[1]。
- 2011年（平成23年）3月11日：發生東北地方太平洋近海地震（東日本大震災）與其引發的海嘯，使八戶線全線暫停營業。
- 2012年（平成24年）3月17日：車站重開。

## 車站構造
此站是地面車站，設有2面2線的相對式月台。從前靠海一方另外設有1線，共有2面3線月台。各月台之間設有站內平交道連接。
此站是由久慈站管理的無人車站。在2005年12月10日時間表修正前，此站是直營車站（設有站長配置，設有POS終端，可購買指定券）。在八戶線CTC化成為無人車站。
此站是JR最後設有臂木式號誌機的車站，於2005年6月28日撤走。

### 月台
| 月台 | 路線    | 上下行 | 方向     |
| ---- | ------- | ------ | -------- |
| 1    | ■八戶線 | 上行   | 八戶方向 |
| 2    | ■八戶線 | 下行   | 久慈方向 |

參考

## 使用狀況
| 乘車人次變化       | 乘車人次變化     | 乘車人次變化 |
| 年度               | 1日平均 乘車人次 | 參考資料     |
| ------------------ | ---------------- | ------------ |
| 2000年（平成12年） | 197              | [ 5 ]        |
| 2001年（平成13年） | 180              | [ 6 ]        |
| 2002年（平成14年） | 152              | [ 7 ]        |
| 2003年（平成15年） | 139              | [ 8 ]        |
| 2004年（平成16年） | 120              | [ 9 ]        |

## 車站周邊
- 岩手縣道164號明戶八木線（日语：岩手県道164号明戸八木線）
- 岩手縣道216號八木港線（日语：岩手県道216号八木港線）
- 國道45號
- 小子內漁港
- 八木港
- 八木郵局

## 相鄰車站
東日本旅客鐵道（JR東日本）
■八戶線
宿戶－陸中八木－有家

## 注腳
1. 1 2 3 4 5 6 7 8 9 10 11  曾根悟（監修）. 朝日新聞出版分冊百科編集部（編集） , 编. . 週刊朝日百科. 21号 釜石線・山田線・岩泉線・北上線・八戸線. 朝日新聞出版. 2009-12-06: 25-26 （日语）.
2. ↑  『交通年鑑 昭和63年版』 交通協力會，1988年3月。
3. ↑  宿戸小学校沿革 （页面存档备份，存于）（日語） - 洋野町立宿戶小學官方網站
4. ↑  JR東日本:駅構内図 （页面存档备份，存于）（日語）
5. ↑  . 東日本旅客鐵道.   [2018-03-06]. （原始内容存档于2018-02-13） （日语）.
6. ↑  . 東日本旅客鐵道.   [2018-03-06]. （原始内容存档于2019-04-02） （日语）.
7. ↑  . 東日本旅客鐵道.   [2018-03-06]. （原始内容存档于2019-04-02） （日语）.
8. ↑  . 東日本旅客鐵道.   [2018-03-06]. （原始内容存档于2019-04-02） （日语）.
9. ↑  . 東日本旅客鐵道.   [2018-03-06]. （原始内容存档于2019-04-02） （日语）.

## 外部連結
- 車站資訊（陸中八木）：東日本旅客鐵道（日語）